# Piano di evasione di Prison Break

Primo piano della planimetria di Fox River

Il piano di evasione di Prison Break dal penitenziario di Fox River costituisce la trama principale delle prime due stagioni della serie TV Prison Break. Esso viene elaborato dal personaggio principale, Michael Scofield (Wentworth Miller), per salvare suo fratello Lincoln Burrows (Dominic Purcell), ingiustamente accusato dell'assassinio di Terence Steadman, fratello del futuro Presidente degli Stati Uniti e per questo condannato alla sedia elettrica.

## Preparazione
Prima del suo arresto, Michael Scofield ha raccolto tutti i pezzi essenziali del puzzle che gli possono essere utili all'interno della prigione, come le informazioni sui detenuti (John Abruzzi, Theodore "T-Bag" Bagwell, Charles Westmoreland), o sui membri del personale (il direttore Henry Pope, la dottoressa Sara Tancredi). Quasi tutto il suo piano è nascosto sotto un gigantesco tatuaggio gotico che ricopre metà del suo corpo (torace, braccia e schiena).
Ingegnere edile, Michael ha lavorato in una società che si è occupata del restauro di Fox River. Questo gli ha permesso di entrare in possesso della planimetria del penitenziario, che si è poi fatta tatuare in quanto impossibilitato a memorizzare tutte le informazioni necessarie per il piano.
Durante la preparazione del suo piano, Michael ha utilizzato la sua carta di credito per differenti scopi, come per esempio l'acquisto di un magazzino a Oswego (Illinois), per ingannare le forze dell'ordine e condurli a piste false durante la caccia all'uomo. Ha scavato una tomba appartenente a Chance E. Woods per nascondere i vestiti da indossare dopo la fuga, ha sepolto una scatola con della nitroglicerina nei giardini botanici di Blandings, Utah, che gli servirà per ottenere un passaggio aereo per il messico da alcuni contrabbandieri messicani.
Per farsi arrestare organizza una rapina in banca durante la quale spara alcuni colpi di pistola. In tribunale, si dichiarerà colpevole e sarà condannato a 5 anni di reclusione. Il giudice accetta la sua domanda di essere rinchiuso nel penitenziario più vicino a casa, e cioè Fox River.

## Prima stagione
- L'infermeria

Il luogo del carcere da cui è possibile raggiungere le mura esterne è costituito dai locali dell'infermeria. Per avere libero accesso alla stanza, Michael dichiara nei documenti d'ingresso di essere diabetico. Appena entrato nel penitenziario, quindi, l'uomo prende contatti con uno spacciatore interno, Benjamin Miles "C-Note" Franklin, per farsi procurare del "PUGNAc", un medicinale inibitore dell'insulina, che gli permetterà di potersi recare quotidianamente in infermeria per ricevere l'iniezione di tale ormone da parte della dottoressa Sara Tancredi.
- La cella

Dopo aver svitato una vite da una panchina del cortile della prigione, Michael la gratta sul pavimento della sua cella affinché la punta possa coincidere per forma e dimensione ad un piccolo esagono che fa parte del tatuaggio. La vite si trasforma così in una sorta di chiave a brugola con la quale svitare i bulloni del lavabo della sua cella, lavabo progettato ed installato dalla ditta Schweitzer. Per potere portare avanti indisturbato il suo lavoro, Michael decide di testare la lealtà del suo compagno di cella, Fernando Sucre. Questi supera la prova ma lo ostacola dicendogli che non vuole essere implicato nel piano di evasione. Si fa quindi spostare in un'altra cella. Michael si vede assegnare come altro compagno lo schizofrenico Charles "Haywire" Patoshik, che non solo ha una malattia neurologica a causa della quale egli non dorme mai, ma capisce subito che nel tatuaggio di Michael è celato un disegno, e da esso viene attratto a tal punto da riprodurne su dei fogli il percorso nascosto, con massima precisione. Quando Sucre scopre che la sua fidanzata Maricruz sta per sposare suo cugino Hector, cambia idea e cerca di tornare nella cella di Michael per partecipare al piano. Michael fortunatamente riesce a fare trasferire Haywire e così può finalmente creare un'apertura nel muro dietro il lavabo.
- I rapporti

Michael stabilisce rapporti decisivi con alcuni prigionieri e alcuni membri del penitenziario, primo fra i quali il legame quasi paterno con il direttore di Fox River, Henry Pope, che sta costruendo un plastico del Taj Mahal per l'anniversario di matrimonio con sua moglie. Leggendo il dossier su Michael, Pope scopre che questi è ingegnere edile e gli chiede aiuto per la costruzione del plastico. In un primo momento Michael rifiuta la proposta, in quanto Pope non fa parte del suo piano, ma dopo aver avuto uno scontro fisico con Abruzzi rischia l'isolamento e così per evitarlo decide di accettare.
Altro elemento importante è Charles Westmoreland, che Michael ritiene essere il celebre D.B. Cooper, nonostante lui neghi. Westmoreland è importante soprattutto per la parte del piano che seguirà l'uscita dal carcere, in quanto D.B. Cooper ha rubato e nascosto cinque milioni di dollari prima di essere rinchiuso.
Michael stringe un patto con Abruzzi: si impegna a consegnargli Otto Fibonacci, il testimone chiave contro di lui nel suo processo. Abruzzi gli permetterà di entrare nell'industria della prigione, che si occupa di piccoli lavori nel penitenziario, e gli metterà a disposizione un aereo appena fuggiti da Fox River. Prima dell'inizio della complicità però, tra i due c'è un periodo di forte tensione, durante il quale Abruzzi gli fa pure tagliare due dita del piede sinistro. La complicità, al contrario, permette a Michael di entrare in possesso di alcuni prodotti chimici: nel pavimento dell'infermeria c'è una griglia e Michael ha bisogno di corrodere il metallo che c'è sotto, e per farlo si procura due sostanze, la cui formula chimica è celata nel tatuaggio, che prese singolarmente sono innocue ma che mescolate formano un acido corrosivo. Michael le versa un po' alla volta nella griglia e così arriva a sbloccare il passaggio. Grazie ad Abruzzi riuscirà ad ottenere anche un duplicato della chiave della porta dell'ufficio del direttore.
Michael sfrutta il rapporto con Sucre anche per ottenere, senza destare sospetti, oggetti necessari per il piano, come per esempio l'uniforme appena stirata di una guardia, ottenuta dal cugino di Sucre Manche Sanchez. 
- English, Fitz o Percy

Una volta creato il passaggio dietro il lavabo della cella, grazie alla scusa di dover aspettare che l'incollatura di un pezzo del Taj Mahal faccia presa e asciughi, Michael ottiene dal direttore il permesso di intrattenersi per un po' nel suo ufficio. Appena Pope lo lascia solo, Michael usa il duplicato della chiave per uscire di nascosto da un'altra porta dell'ufficio (così da non venir visto dalla segretaria) e, a partire dalla sua cella, che ha raggiunto seguendo il normale rientro di tutti i detenuti, raggiunge il tetto dell'edificio. Il suo scopo è quello di far scattare l'allarme di tentata fuga (dovuta alla sua assenza durante la conta) e poter studiare quello che accade: dal tetto controlla le tre strade attorno a Fox River, cioè "English", "Fitz" e "Percy", e constata che l'unica a rimanere sgombra dalle auto della polizia è Fitz. Passando poi per i tubi di aerazione, rientra nell'ufficio del direttore e lì attende l'arrivo di lui e delle guardie, fingendo di essere rimasto lì per tutto il tempo dietro il tavolo su cui c'è il plastico.
- I condotti

Impossibilitato, a causa delle numerose conte, a sfondare, al di là della cella, un muro oltre il quale passa un condotto, Michael decide di manomettere l'impianto di climatizzazione così da creare, a causa del caldo insopportabile, una rivolta fra i detenuti e le guardie, visto che in questo modo l'intero settore verrebbe isolato e le conte sarebbero sospese per tutto il tempo. Appena tale settore finisce nel caos, Michael e Sucre raggiungono con tutta tranquillità il muro e si danno da fare. Michael proietta su di esso un disegno rappresentante il viso di un demone, ricalcato da lui stesso dal suo tatuaggio: secondo la legge di Hooke per buttare giù il muro è sufficiente colpirne i "punti deboli", che sono 9 e formano una "X" e che egli ricava proprio dalla proiezione del disegno (due nelle corna, due negli occhi, uno nel naso, due nella bocca). Per fare dei buchi nel muro in corrispondenza di tali punti si serve di uno sbattiuova manuale.
Durante la rivolta, nell'aggredire una guardia Theodore "T-Bag" Bagwell scopre per caso il buco dietro il lavabo, e questo obbligherà la banda a farlo diventare uno di loro. La guardia invece, inizialmente viene minacciata, in modo che tenga la bocca chiusa, ma poi Bagwell la uccide.
- La stanza delle guardie

Un'altra tappa del piano prevede l'accesso ad una stanza adibita a deposito, sotto la quale passa il condotto principale che permette di passare dalla cella all'infermeria. Ma tale stanza è stata riconvertita e viene usata dalle guardie come spogliatoio e caffetteria. Westmoreland spiega a Michael che in passato la ristrutturazione di tale stanza era stata affidata a dei detenuti, per cui, provocando ad esempio un incendio, ci sarebbe la possibilità di ottenere un accesso regolare, per eseguire il restauro. A provocare l'incendio ci pensa proprio Westmoreland, che ha già da sé il permesso di accederci. Durante le ore di lavoro, la squadra crea un buco nel pavimento, e si libera dei calcinacci un po' per volta, disperdendoli nel cortile. Quando C-Note ne nota alcuni e arriva a scoprire il buco, obbliga la squadra a prenderlo con sé. Westmoreland a sua volta decide di aggiungersi, dopo un iniziale rifiuto, quando il direttore lo informa che sua figlia sta morendo di cancro ma che lui è autorizzato a concedergli il permesso di uscita solo in occasione del funerale. Westmoreland invece non può rinunciare a rivederla finché è ancora viva.
- L'orologio

Michael riceve la visita di sua moglie Nika Volek che gli porta una carta di credito. In realtà, si tratta di una carta elettronica che gli permette di accedere alla sala deposito dove si trovano i suoi effetti personali. Fra questi, ci sono un nastro adesivo, un piccolo registratore audio, un vestito nero e un sacco per l'immondizia, che usa per chiudere il tubo di drenaggio in una stanza sotterranea. Si accorge però che manca il suo orologio d'oro, e scopre che gliel'ha rubato l'agente Roy Geary. Per recuperarlo chiede aiuto a un nuovo detenuto, David "Tweener" Apolskis, che è abile nello slacciare e rubare gli orologi. Una volta riavuto l'orologio, Michael lo usa come timer, collegato al registratore, per farne partire la registrazione alle ore 21, dopo che avrà sepolto entrambi nell'erba nel cortile sotto la finestra dell'infermeria. In questo modo, riascoltando la registrazione, può sapere quanti minuti avranno a disposizione dopo le ore 21 per far saltare le sbarre della finestra e superare il muro di cinta prima che in quel punto passino le guardie. Scopre così che il passaggio delle guardie avviene ogni 18 minuti.
- Sotto l'infermeria - piano fallito

Durante i lavori nella stanza delle guardie, Michael apre una valvola per riempire di acqua una stanza sotterranea. Durante la notte, si reca nella stanza, si tuffa e raggiunge una griglia in alto. Una volta tolta, accede ad un magazzino. Qui c'è un lungo tubo di metallo collegato direttamente all'infermeria, che è quasi del tutto corroso dall'acido solforico: Michael lega una corda alla griglia (che serve ai fuggitivi per arrampicarsi e raggiungere la stanza). Quindi si tuffa di nuovo nell'acqua e toglie il sacco dell'immondizia dal tubo di scarico. Sfortunatamente, la notte dell'evasione scoprono che è appena stato installato un tubo nuovo al posto di quello corroso: l'evasione fallisce. Dovranno tornare indietro.
- La sedia elettrica

Poco prima dell'esecuzione, le guardie controllano la sedia elettrica. Michael cerca di ostacolare il suo funzionamento - che ritarderebbe l'esecuzione - provocando un cortocircuito mettendo un topo nella cassa dell'alimentazione. Ma Brad Bellick - capo degli ufficiali di guardia - scopre il piano, grazie a Tweener, suo informatore, e obbliga l'elettricista a sostituire il fusibile danneggiato. Così Lincoln viene legato alla sedia e solo qualche secondo prima di essere giustiziato, l'esecuzione viene sospesa da un giudice, grazie ad una nuova prova che gli è stata consegnata in forma anonima.
- La sezione psichiatrica

L'unica via d'accesso all'infermeria rimane la sezione psichiatrica della prigione. Ma essendo un piano non previsto, deve essere studiato attentamente. Così Sucre convince suo cugino Manche Sanchez, che lavora alla lavanderia, a farsi dare la divisa di una guardia. In questo modo, una volta attraversati i condotti ed indossato la divisa, Michael può uscire da una griglia nel cortile per raggiungere la sezione senza essere scoperto. Una volta scoperta la botola nei sotterranei della sezione psichiatrica collegata all'infermeria, Michael rientra nella sua cella. Ma durante il percorso, per non essere scoperto da una guardia, si scotta una spalla contro un tubo e perde un pezzo della planimetria riguardante l'infermeria. Rifiutandosi di dare spiegazioni riguardo alla ferita, viene mandato in isolamento. Non riuscendo a ricordare la parte mancante del tatuaggio che lo sta ossessionando, Michael sembra subire un tracollo psicologico e viene così ricoverato nella sezione psichiatrica del carcere. In realtà, il suo scopo è di contattare il suo vecchio compagno di cella, Haywire, che potrebbe aiutarlo a ricordare quella parte del tatuaggio. Una volta uscito dal suo stato catatonico in cui è piombato, Haywire aiuta Michael a patto di entrare nel piano di fuga.
- La porta dell'infermeria

La parte finale del piano d'evasione è legato alla porta dell'infermeria. Non potendola sfondare, perché la rottura del vetro farebbe partire un allarme, e non riuscendo a rubare le chiavi a Sara, a causa dei sentimenti che prova per lei, Michael chiede aiuto a Nika, la quale con la scusa di parlargli di Michael le sottrae le chiavi. Quindi le porta a Michael. Questi ne fa una copia e poi le rimette a posto nell'infermeria. Ma Sara, capito il tranello, fa cambiare la serratura.
Bellick, intanto, informato da Tweener, scopre il buco nel pavimento della stanza delle guardie, ma viene scoperto da Westmoreland. I due hanno una colluttazione durante la quale Westmoreland rimane ferito. Bellick viene invece legato e nascosto nel buco del pavimento.
Obbligati dai nuovi eventi a fuggire quella stessa notte, C-Note si procura dell'acqua ossigenata per sbiancare le loro tute da lavoro e potere entrare indisturbati nella sezione psichiatrica. Michael, invece, si reca da Sara per rivelarle il suo piano di fuga e per chiederle di lasciare la porta dell'infermeria aperta.
- Il Taj Mahal

L'ultima volta che Michael lavora al Taj Mahal di Pope, e cioè qualche ora prima della fuga, il ragazzo toglie un sostegno del plastico. Quando Pope prova a spostarlo, una parte di esso crolla e chiama Michael per ripararlo. Una volta in ufficio con Pope, Michael lo minaccia con un coltello e lo obbliga e far trasferire Lincoln in infermeria. Quindi, Pope viene legato e imbavagliato. Michael fa credere poi alla segretaria che è al telefono e non vuole essere disturbato.
- L'evasione

Michael torna nella sua cella e uno ad uno tutti gli altri fuggitivi si recano nella stessa stanza per fuggire dal buco nella parete. Durante il percorso, ritrovano Bellick ormai sveglio e cosciente, al quale Michael ruba l'uniforme. Dopo avere fatto scattare l'allarme antincendio della sezione psichiatrica, obbligando così tutti ad uscire nel cortile, Michael conduce gli altri alla griglia e quindi all'interno dell'ospedale. La guardia all'interno, però, nota che l'uniforme di Tweener non è del tutto bianca (come sono quelle della psichiatria) e, chiede spiegazioni a Michael. Questi lo addormenta con un sedativo. Quindi vanno tutti alla botola, scendono nei condotti e raggiungono l'infermeria. Qui trovano Lincoln e constatano che Sara ha lasciato la porta aperta. Una volta divelte le sbarre della finestra, uno ad uno i fuggitivi, utilizzando un cavo che dall'edificio arriva fino al muro di cinta, escono dall'infermeria. Intanto, Westmoreland, sfinito dalla ferita causatagli da Bellick, cade a terra e in punto di morte confessa a Michael - in presenza di C-Note, T-Bag, Tweener e Manche -  di essere D.B. Cooper e che la refurtiva che ha nascosto nello Utah è di 5 milioni di dollari. Di tutti i presunti evasi, solo Manche non riesce nell'impresa.
- All'esterno della prigione

All'esterno della prigione, gli evasi riescono ad evitare i cani poliziotti, impossibilitati a rintracciarli attraverso il loro odore. Michael conduce il gruppo verso un mulino dove trovano un furgone ad attenderli e qui abbandonano Haywire. Poco dopo, T-Bag, temendo per la propria vita, si ammanetta a Michael. Costretti ad abbandonare il furgone, si rifugiano in un granaio. Prima di entrare, però, Michael obbliga Tweener a lasciare il gruppo. Abruzzi risolve il problema delle manette tra Michael e T-Bag tagliando a quest'ultimo la mano con un'accetta. Abbandonato anche T-Bag, gli altri si recano sulla pista di atterraggio, ma arrivano troppo tardi: l'aereo che doveva portarli in salvo sta decollando. Gli evasi sono costretti a correre attraverso i campi per tutta la notte.

## Seconda stagione
- Ripe Chance Woods

Al mattino, si rendono conto di essere vicino ad una ferrovia e, per evitare di essere presi da Bellick e gli altri, l'attraversano poco prima che passi un treno. Mentre l'Agente dell'FBI Alexander Mahone si mette sulle tracce degli evasi, Michael riesce a recuperare un'auto e porta gli altri ad un cimitero di Oswego (Illinois). Mentre dissotterrano, apparentemente, la tomba di E. Chance Woods, dove Michael ha nascosto vestiti e passaporti prima di essere arrestato, Bellick e i suoi uomini studiano le ricevute di acquisto della carta di credito di Michael e scoprono che, qualche giorno prima della sua rapina in banca, aveva acquistato un magazzino. In realtà, il locale è stato acquistato da Michael solo per depistare gli eventuali inseguitori. Mahone riesce a decifrare il tatuaggio "Ripe Chance Woods" (la cui esatta trascrizione è "R.I.P. E. Chance Woods") e si reca anche lui al cimitero ma il gruppo si è già allontanato. Michael ha però il tempo di vedere l'Agente. Vestiti come gente comune, finalmente i fuggitivi riescono a mescolarsi alla folla.  Dopo avere dato dei soldi a C-Note e Sucre, Michael e Lincoln vanno per la loro strada.
- L'automobile

Michael porta Lincoln in un garage dove li attende un'auto che aveva portato lì prima del suo arresto. La prima cosa che Michael dice a Lincoln è di non accendere la radio. La fuga verso Panama è ritardata dall'arresto di L.J. per il duplice omicidio di sua madre e il suo patrigno. Lincoln decide allora di salvare suo figlio cercando di farlo fuggire dal tribunale dove è in attesa di essere trasferito in una prigione dell'Arizona e convince Michael ad organizzare un piano. Ma il piano fallisce, perché Mahone riesce a codificare anche il messaggio che Lincoln ha comunicato a suo figlio. I due sono costretti ad allontanarsi lasciando così L.J. al suo destino.
Lincoln viene ferito da una pallottola durante il tentativo di fuga di L.J. Michael allora lo porta a casa di Nika. Poi prova a recuperare la sua auto ma riscontra che è stata rimossa e che la borsa con i falsi passaporti è stata rubata.
- Il codice a barre

Michael e Lincoln danno a Nika le coordinate di un posto preciso dove andarli a recuperare. Le coordinate, tatuate sul corpo di Michael sotto forma di un codice a barre, è 38-12-1037 (38 si riferisce alla Route 38, 12 rappresenta il miglio e 103.7 è la frequenza della stazione radio che attiva il timer di una bomba). Arrivato sul posto, Michael tira fuori dal portabagagli dei sacchi pieni di resti di animale e li mette sui sedili anteriori dell'auto. Poi accende la radio e cerca la stazione che attiva il timer, e spinge l'auto giù da un ponticello. Ma la radio si blocca e Lincoln è costretto ad avvicinarsi all'auto per sbloccarla. L'auto esplode proprio mentre Mahone sta sopraggiungendo. Il piano di Michael è di depistare le autorità facendo credere loro di essere morti.
- I soldi di Westmoreland (mito di DB-Cooper)

Bellick e Geary hanno messo temporaneamente in ritardo Michael e Lincoln nel loro piano per cercare i soldi di Charles Westmoreland. Alla fine, Michael e Lincoln raggiungono la contea di Tooele, nello Utah.
Dopo aver scoperto che qualcuno ha preso la mappa di cui avevano bisogno, ritrovano presto T-Bag in città. Questi informa loro che Tweener ha rubato la mappa. Mentre partono ad interrogare il giovane fuggiasco, T-Bag memorizza la mappa che aveva nascosto e la inghiotte. Quando arrivano sul posto, dove sorgeva il Double-K Ranch, constatano con orrore che i soldi di Westmoreland sono ormai sotterrati sotto un residence.
Dopo aver localizzato la casa sotto la quale i soldi potrebbero essere nascosti, i quattro detenuti si travestono da elettricisti per infiltrarsi nella casa di Jeanette Owens ed accedere così al garage. Poco dopo, vengono raggiunti da Sucre e C-Note. In due episodi, Suddivisione e Fantasmi del passato, i fuggitivi deseppelliranno i cinque milioni di dollari di Westmoreland ma, tra lo stupore generale, Sucre, munito di revolver, chiede l'intera somma.
Nell'episodio seguente, Caduta mortale, Sucre si nasconde nel bosco, dove viene raggiunto da Michael. Il furto di Sucre non era che uno stratagemma per non dividere i soldi con C-Note e T-Bag. I due si fanno ingannare da T-Bag, che aveva già scambiato i sacchi e preso i soldi, prima dell'intervento di Sucre. Recandosi a casa del suo vecchio amore, Susan Hollander, si fa catturare da Bellick e Geary, che arrivano a scoprire dove T-Bag ha nascosto i cinque milioni di dollari. Giunti sul posto (una stazione degli autobus), Geary decide di non dividere la refurtiva con Bellick e lo colpisce. Ma T-Bag aveva messo con cautela un tracciatore nel sacco e arriva quindi a ritrovare facilmente Geary, che non esita a uccidere.
- Sundown Hotel

Il giorno dopo l'evasione, Sara Tancredi scopre nella borsa dimenticata in infermeria una nota scritta su una gru in origami composta da diversi punti e un messaggio. Nei giorni seguenti, riceve altri tre origami, ognuno somigliante ad un numero di telefono scritto sopra. Dopo l'assassinio del padre ed essere scampata a due tentativi di omicidio, Sara decide di guardare più attentamente gli origami e di decodificarli. Scopre presto che i punti e i numeri di telefono raggruppati sono combinati per formare lettere seguendo il quadrante del suo cellulare. Il primo cigno che traduce significa "RENDEZVOUS" e il seguente: "SUNDOWNHOT". Si rende conto di aver lasciato il terzo cigno nel suo appartamento durante la sua fuga precipitosa.
Kellerman e Mahone, in possesso del terzo cigono, arrivano a tradurlo: "ELGILANM63". Ciò significa che Michael vuole che Sara la incontri all'hotel Sundown a Gila, nel Nuovo Messico, il 3 giugno. Sara realizza molto presto che "Sundown/Hot" è infatti l'hotel Sundown. Chiedendo informazioni, localizza il posto. Nell'episodio Minuti contati, Michael e Sara finiscono infine per vedersi ma l'incontro si conclude prematuramente quando Sara esita a fuggire a Panama e viene rapita dall'agente Kellerman.
- Bolshoi Booze

Prima che Lincoln lasci la squadra per recuperare L.J, liberato dal penitenziario di Klinpton a Kingman in Arizona, Michael si assicura di aver ben capito che dopo tre giorni dovrà essere in un luogo da lui chiamato "Bolshoi Booze". Non si tratta di un luogo ma di una serie di numeri. Per decodificarle, bisogna leggere le lettere al contrario usando una particolare tipografia (bOLShOI bOOZE). Ciò fornisce una posizione geografica: 32°00'9" - 104°57'09", che si trova a sud del Nuovo Messico, a circa 250 metri dallo Stato del Texas.
Nell'episodio Dissotterrato, Michael va al giardino botanico di Blanding, nello Utah per cercare di recuperare una scatola contenente 3200 ampolle di nitroglicerina che aveva nascosto sotto una pianta. Per ricordarsi della pianta Michael la aveva disegnata nel suo tatuaggio. Gli agenti dell'FBI, che lo attendevano, fanno fallire il suo tentativo. È così costretto a fermarsi a Maljamar, nel Nuovo Messico, per comprare una cassa di oli di mulinello (che consegnerà al posto del trinitrossipropano), e rubare un GPS prima di dirigersi verso il deserto del Nuovo Messico.
Arrivato a destinazione, Michael incontra un trafficante messicano (soprannominato "coyote" in v.o.) il quale, in cambio della nitroglicerina, gli deve indicare il luogo e l'ora in cui l'aereo diretto a Panamá atterrerà. Non essendo riuscito a raggirare né il trafficante né gli uomini con la falsa nitroglicerina, Michael si trova nei guai. Ma Sucre, che è riuscito a decodificare "Bolshoi Booze", arriva a salvarlo in tempo. L'aereo atterrerà al terminale 7 al calar del sole. I messicani se ne vanno prima che Lincoln e Aldo Burrows raggiungano Michael e Sucre.
- Christina Rose

Quando i due fratelli non riescono ad ottenere dalla presidente Caroline Reynolds la loro grazia presidenziale, si recano a Panamá con una nave da carico. Michael usa uno dei suoi tatuaggi che rappresenta l'immagine di Gesù di Nazareth in una rosa con il numero '617'. Il pittogramma permette a Michael di ricordarsi della nave ormeggiata in una baia di Panamá. Egli l'ha chiamata come la madre: Christina Rose Scofield. 617 è la combinazione che gli permette di entrare nella nave.

## Terza stagione
Nella terza stagione - ambientata nel penitenziario di Sona, a Panama - non vi è nessun collegamento con il piano di evasione delle prime due stagioni della serie.